# Armand Lunel
Armand Lunel (Aix-en-Provence,10 de junio de 1891-1977) fue un escritor francés. 
Nació en una familia judía originaria de Comtat-Venaissin, que habitaba desde muy antiguo en Provenza. Estudió en la Universidad de Mónaco.
Recibió el premio Renaudot en 1926 por su novela Nicolo Peccavi. Fue amigo desde la infancia del compositor Darius Milhaud, para quien escribió el libreto de las óperas Les malheurs d’Orphée (1924) y Esther de Carpentras (1938). En 1976 recibe el premio Gobert de la Academia francesa por Juifs du Languedoc, de la Provence et des États français du Pape.
Fue el último hablante nativo de shuadit, también llamado judeo-provenzal, una lengua occitana de uso en la comunidad judía francesa durante varios siglos. Su obra se centra en la vida de los judíos en Provenza.

## Obras
- L'imagerie du cordier, La Nouvelle Revue Française, Paris, 1924.
- Nicolo-Peccavi o L'affaire Dreyfus à Carpentras, Gallimard, Paris, 1926.
- Le balai de sorcière, Gallimard, Paris, 1935.
- Jérusalem à Carpentras, Gallimard, 1937.
- Les amandes d'Aix, Gallimard, Paris, 1949.
- La belle à la fontaine, A. Fayard, Paris, 1959.
- J'ai vu vivre la Provence, A. Fayard, Paris, 1962.
- Juifs du Languedoc, de la Provence et des États français du Pape, Albin Michel, Paris, 1975.
- Les chemins de mon judaïsme et divers inédits, presentado porr Georges Jessula, L'Harmattan, Paris, 1993.

- Datos: Q2861926